# Oliwa
Oliwa (tysk: Oliva) er en tidligere by, nu en bydel i Gdańsk (Polen), der ligger 8 km NNV for Gdańsk, 30 m over havet ved foden af det 101 m høje Wzgórze Pachołek.

## Historie
I 1920 havde byen 12.000 indbyggere, heriblandt ⅓ protestanter.
Oliwa havde tidligere et meget rigt cistercienserkloster, hvis hovedbygning — senere et kongeligt slot — står endnu. Klosteret stiftedes i 1170 og ophævedes i 1836.
I Oliwa sluttedes 3. maj 1660 fred mellem Sverige, Polen, den tysk-romerske kejser og Brandenburg (Freden i Oliwa).
- Katedralen i Oliwa
- Klosteret i Oliwa